# 伊万·苏纳拉
伊万·苏纳拉（1959年3月27日—），克罗地亚前男子篮球运动员。他曾代表南斯拉夫国家队参加1984年夏季奥林匹克运动会篮球比赛，获得一枚铜牌。